# Durispora musae
Durispora musae är en svampart som beskrevs av Photita, Lumyong, P. Lumyong & K.D. Hyde 2000. Durispora musae ingår i släktet Durispora, ordningen Diaporthales, klassen Sordariomycetes, divisionen sporsäcksvampar och riket svampar.   Inga underarter finns listade i Catalogue of Life.